# Loïc Badiashile
Loïc Badiashile Mukinayi (Limoges, 5 februari 1998) is een Frans voetballer die als doelman dienst doet. Hij stroomde in 2016 door vanuit de jeugd van AS Monaco. Hij is de oudere broer van Benoît Badiashile.

## Clubcarrière
Badiashile is afkomstig uit de jeugdacademie van AS Monaco. Op 27 juli 2016 debuteerde hij in de voorronde van de UEFA Champions League in het uitduel tegen Fenerbahçe SK. Hij viel na dertien minuten in voor de geblesseerde Morgan De Sanctis. Fenerbahçe won het duel met 2–1 na twee treffers van Emmanuel Emenike. Bij Monaco concurreert Badiashile met Danijel Subašić, Diego Benaglio en Seydou Sy voor een plek onder de lat.
In januari 2019 leende Monaco Badiashile een eerste keer uit. De doelman mocht het seizoen uitdoen bij Stade Rennes, maar slaagde er niet in om de Tsjech Tomáš Koubek uit doel te spelen. In de zomer van 2019 leende Monaco hem opnieuw uit, ditmaal aan zijn Belgische zustervereniging Cercle Brugge. Badiashile stond tijdens de eerste tien competitiewedstrijden onder de lat, maar verloor daarna zijn plek in doel aan Guillaume Hubert. Uiteindelijk keerde Badiashile nog voor het einde van het kalenderjaar 2019 terug naar Monaco.

## Interlandcarrière
In 2015 nam hij met Frankrijk deel aan het wereldkampioenschap voor spelers onder 17 jaar in Chili, waar hij fungeerde als doublure van Luca Zidane.

## Clubstatistieken
| Seizoen | Club            | Land               | Competitie         | Competitie | Competitie | Beker | Beker | Internationaal | Internationaal | Totaal | Totaal |
| Seizoen | Club            | Land               | Competitie         | Wed.       | Dlp.       | Wed.  | Dlp.  | Wed.           | Dlp.           | Wed.   | Dlp.   |
| ------- | --------------- | ------------------ | ------------------ | ---------- | ---------- | ----- | ----- | -------------- | -------------- | ------ | ------ |
| 2016/17 | AS Monaco       | Vlag van Frankrijk | Ligue 1            | 1          | 0          | 0     | 0     | 1              | 0              | 2      | 0      |
| 2017/18 | AS Monaco       | Vlag van Frankrijk | Ligue 1            | 0          | 0          | 0     | 0     | 0              | 0              | 0      | 0      |
| 2018/19 | AS Monaco       | Vlag van Frankrijk | Ligue 1            | 0          | 0          | 3     | 0     | 1              | 0              | 4      | 0      |
| 2018/19 | → Stade Rennes  | Vlag van Frankrijk | Ligue 1            | 0          | 0          | 0     | 0     | 0              | 0              | 0      | 0      |
| 2019/20 | → Cercle Brugge | Vlag van België    | Jupiler Pro League | 10         | 0          | 0     | 0     | —              | —              | 10     | 0      |
| Totaal  | Totaal          | Totaal             | Totaal             | 11         | 0          | 3     | 0     | 2              | 0              | 16     | 0      |

Bijgewerkt op 4 februari 2020.